# ゾロアット
ゾロアット (ZOLOAT) は、「ガンダムシリーズ」に登場する架空の兵器で、有人操縦式の人型ロボット兵器「モビルスーツ」(MS)の一つ。初出は、1993年放送のテレビアニメ『機動戦士Vガンダム』。
敵側勢力である「ザンスカール帝国軍」（ベスパ）の宇宙用主力量産機で、ザンスカールが開発した最初のMS。「地球連邦軍」のMSを上回る高い性能を持ち、以降のザンスカール製MSの基本となった。特徴である細い釣り目状のカメラアイは、以降に登場する機体にも採用された。
先述のとおりザンスカール製MSとしては初期の機体だが、『Vガンダム』劇中での登場は、戦場が宇宙に移った中盤以降となる。
当記事では、陸戦型の「ゾリディア」などの派生機の解説も記述する。

## 設定解説
ザンスカール帝国が接収したサナリィの一機関およびサイド2駐留の連邦軍部隊だったザンスカール帝国の軍事部門である「ベスパ」が開発した量産型MS。機体カラーは赤と黄色。機動性・出力・武装すべての面でバランスがとれており拡張性も高いうえ操縦性に癖もなく、宇宙での主力機として運用される。量産機ではあるが5,000kwを越える高出力反応炉を採用しており、その総合性能は宇宙世紀0130年代のハイエンド機F97にすら勝るとされる。
ベスパ新型機の投入後も生産は継続されており、エンジェル・ハイロゥのモニターに使用されたサイコミュ搭載型もその一つである。

### 機体構造
イメージセンサー
頭部のイメージセンサーは特徴のあるツインアイ方式となっており、「複合複眼式マルチセンサー」と呼ばれている。センサーはモノアイに相当する光学部品と、可視光線の帯域に含まれない波長を感知する素子で構成されている。各センサーは百数十個もの装置が配置され、相互にデータを補完することで誤差や不確定要素を取り除いている。普段は全センサーを作動させる必要がないことから、保護のためスリットカバーで上下からその大半が覆われているが、戦闘時などの際にはカバーが全開状態となり、戦闘空域のサーチを行う。この時、猫の目のような虹彩が見えるのはアクティブセンサーが稼働し地形、敵機の配置、対人感知、地熱の分布、大気成分の解析などを行っていることによるものである。このセンサーはその数に変化はあるもののその後に開発されたMSにも継承されており、ザンスカール製MSの特徴となっている。
コクピット
コックピットは標準的な全天周囲モニター・リニアシートだが、操縦系統は連邦軍のMSやガンイージに採用されていたスティックタイプではなくレバーと円筒のスロットルが一体となった形状のものを採用している。また対ショック用にエアバッグ機能を果たす「エアベルト」も装備された。ゾロアットで採用以降、このコックピットはベスパ製のほとんどのMSに引き継がれた。

### 武装・装備
ビーム・サーベル
ベスパの各機種に適合する小型タイプのサーベル。肩部に格納される。
ビーム・ライフル
ベスパのMSでは試作時に機体の反応速度や射程等をサンプリングするため、制式採用された機体は各機種とも専用品となる。しかしながら、他機種に適合しないわけではなく、これは特定機種で性能を発揮できるようにとられた措置となる。
ビーム・キャノン
オプション装備として、ビーム・キャノンを背部ハードポイントに装着できるが、機体本体のジェネレーター出力とビーム粒子の加速率の低さから期待されたほどの破壊力が得られず、機体重量の軽減を重視したパイロットに好まれなかった。中距離火力支援用の兵装であり、カイラスギリー等の要塞防空用任務に従事する機体に装備される。
ビーム・シールド
左バインダーにはビーム・シールドを内蔵し、発生器を内蔵したバインダー外側は基部から肩がわの端を支点に回転・持ち上がるようになっている。これによりビームシールドの角度を防御に合わせた角度に変更できるようになっており、またこれを利用してビーム・シールドで攻撃する際にも使用されている
5連ビーム・ストリングス
右肩部に装備する。「ビーム・ストリングス」と呼称されるが電撃装備で、5基の電磁ワイヤー射出装置を内蔵し、捕縛や電撃による攻撃を仕掛けられるほか、敵をけん制・かく乱するのにも使われた。発生器を内蔵したバインダー上部はバインダー基部から折りたたまれたアームで伸びるようになっており、上部は回転し射出方向の変更が可能。これによりビーム・ストリングスを本体から離れた位置から自在に射出可能なほか、アームの伸縮を用いた格闘戦も可能である。

### 劇中での活躍
最初に登場したのは第15話で、カイラスギリー艦隊所属のMSとしてジャベリンを主力としたバグレ隊と交戦し圧倒した。以後ザンスカール帝国の主力MSとして、宇宙が舞台となる話を中心に中盤以降の全編に渡り登場。第16話では宇宙に上がってベスパのパトロール部隊に拿捕されたウッソ達がパトロール艇から脱出する際にゾロアットと交戦。ビームストリングスによるかく乱戦法で、初の宇宙戦となるウッソを翻弄した。第18話にてカイラスギリー攻略の前哨戦ではクロノクルが本機に搭乗し、Vガンダムと交戦している。以降カイラスギリー戦からザンスカール潜入までの間、ザンスカール側の主力として活躍。第27話以降でアインラッドとゲドラフの登場以降はザンスカール側の主力機種が拡大し登場頻度が若干低下するものの、地球浄化作戦を経て宇宙に舞台が移った第41話以降は再びベスパの主力として登場し、第45話ではエンジェル・ハイロゥの波動の影響を調べるためにサイコミュを装備した機体が登場、エンジェル・ハイロゥの幻惑効果もあり圧倒されるが、最終的にはこれを破り打ち倒している。エンジェル・ハイロゥ攻防戦においても多数の機体が実戦投入された。

### ゾロアット初期生産型
『NEWモビルスーツバリエーション・ハンドブック(2)』で設定された機体。両肩にスパイクシールドを装備してビーム・ライフルやビーム・シールドなどを携行する方式が採られていた。機体色は初期のものが黒基調、その後暗い赤に変更された。バインダー装備型が実戦配備されるに従い、運用がコロニー内に限定されるようになった。

### ゾロローター
型式番号：ZMT-S06G。『NEWモビルスーツバリエーション・ハンドブック(2)』で設定された機体。新機軸の大気圏内飛行システム「ビーム・ローター」の試験運用を目的に製作され、兵装のレイアウトや各種アライメントの検討が行われた。ビーム・ローターは後続の機体のように左前腕ではなく大型化されたバックパック上部に搭載されており、また、両肩のバインダーは接続基部を残して撤去されている。後のゾロの母体となる。

### ホワイトアット
リガ・ミリティアが鹵獲したゾロアットを自軍の戦力とした機体。識別用に白く再塗装された以外はほぼ無改造の機体である。
ウッソ・エヴィンやマーベット・フィンガーハットらが、宇宙に上がったころ、ハイランドの子供たちとともに、哨戒任務にあたっていたベスパの偵察部隊から小型艦シノーペと共にゾロアットを奪い運用した。カイラスギリー攻略戦を始めとしたベスパとの戦闘の際には主にマーベット・フィンガーハットがこの機体に搭乗し、ビームストリングスやシールドカッターなど機体特性を最大限に生かして戦っていた（カイラスギリー直前の戦闘ではベスパ部隊にある程度の動揺を与えていた）。その後、元の塗装に戻されてザンスカール本国潜入に使用されたが、拿捕されてそのまま回収されたようである。
機体呼称は『機動戦士Vガンダム NEWモビルスーツバリエーションハンドブック2』 より。「ゾロアット ホワイトタイプ」と記述する資料も見られる。なお劇中では「ホワイトアット」の名称で呼ばれることは少なかった。

### その他バリエーション
アニメーション第45話劇中ではエンジェル・ハイロゥの波動測定用にサイコミュを搭載した機体も登場した。

## ゾリディア
ゾロアットを陸戦用に再設計した機体で、地球クリーン作戦実施に伴い配備された。
ベースとなったゾロアットの配備から時間が経過していたため多くの改修がなされ、新たなアーキテクチャーの採用も行われた。宇宙で効果を発揮するビームストリングスは廃止され、格闘戦能力を強化するため左肩はゾロアット初期型で採用していたスパイクアーマーに差し戻され、右肩はシールドへと換装された。また頭部のセンサーはIブロック方式の大型センサーとなった。頭部センサーが新型の探知システムに置き換わったため、電子システムの冷却ダクトが大型化され機外に這うような形状となった。また、地上用としてメインスラスターのジェネレーターはゲドラフの物を採用。宇宙用装備は一部撤去され、各部のノズルもメンテナンス性のフリー化と防塵性を考慮して閉じられている。出力の大きなジェネレータに換装されたことや、各部の改修により機能的には旧来のゾロアットから比較にならないほど機動性が高まった。運用の際はアインラッドの使用を前提としている
武装・装備
ビーム・ライフル
ガルグイユを除いた試作MSで使用されていたものを採用する。
ビーム・シールド
アインラッド使用時の弱点となる側面をカバーするために装備される。一方で、ゾロアットのような左肩への配置では右側からの攻撃に対処できないため、腕部に移設されたとする資料も見られる。
ゾロアットの系列にあるデザインだが、より強力になり、大型ビームカッターとしての機能に重点を置いている。
その他
ハード・ポイントなどはベース機から変更されておらず、ゾロアットで使用していたビーム・キャノンについても引き続き装備可能となっている。
劇中での活躍
モトラッド艦隊の地球浄化作戦における主力MSとして劇中34話より登場。ルペ・シノ隊に配備され、カテジナらの乗機となる。34話ではゴズ・バールの搭乗する機体がオデロらのガンブラスターを急襲するが、返り討ちにあい拿捕されている。35話ではアドラステア潜入作戦からの脱出の際にオデロ・ヘンリークが本機を奪取している。36話において、ピピニーデンがルペ・シノ隊のゴズ・バールを使い、捕虜としていたミューラを盾に本機でV2ガンダムの撃墜を企てるが敵味方双方の妨害にあい被弾・中破し、アドラステアの砲塔に挟まれたのち被弾の衝撃でバウンドしたリシテア艦との接触で潰される。地球浄化作戦以降も継続して使用されており、エンジェル・ハイロゥ攻防戦においては多数の機体が投入され、50話のリーンホースJr.特攻に際してモトラッド艦隊の機体が砲座となっていたロメロ、レオニードの搭乗するガンイージを撃破した。

### ゾリディアデザート
型式番号：ZM-S06GD。『NEWモビルスーツバリエーション・ハンドブック(2)』で設定された機体。砂漠戦仕様機で、各関節の防塵処理と通信能力の向上を図っている。格闘戦に対応するため、右肩シールドと両膝にスパイクを追加、左肩スパイクも先鋭化している。胸部装甲も追加され、後頭部にロッドアンテナを装備している。本来この機体は中近東や西アジア、アフリカ方面に配備される予定だった。

### ゾリディア改
型式番号：ZM-S06G。『NEWモビルスーツバリエーション・ハンドブック(2)』で設定された機体。背部にビームストリングス、右腰部にビームガトリングを装備すると推定される。攻撃力の強化を目的とした機体と推定されているが、詳細は不明。ガトリング砲はゾロのボトムターミナル用のものを転用しており、破壊力の高い大口径の実体弾とする資料もみられる。背部のビームストリングスはゾロアットのものからの転用。